# Чхве Хёнхван Франциск
Чхве Хёнхван Франциск или Франциск Чхве (кор. 최경환 프란치스코, 1805 г., Корея — 12 сентября 1839 года, Сеул, Корея) — святой Римско-Католической Церкви, мученик.

## Биография
Родился в 1805 году в корейской католической семье. Первым католиком в его роде был дедушка Чхве Хон-иль, принявший крещение в 1787 году. Став взрослым, покинул родительский дом и поселился в одиночестве на горе Сури вблизи города Кванчон в провинции Кёнгидо. На этом месте выращивал табак и жил молитвенной жизнью. Вскоре весть о его жизни распространилась среди корейских католиков и к нему на гору стали прибывать другие верующие, желавшие жить подобной жизнью. Первое время здесь поселилось 3 семьи. Впоследствии в селении стало проживать 20 католических семей. В 1839 году Франциск Чхве получил право заниматься катехизацией среди верующих.
Во время гонений на католиков в Корее собирал помощь для заключённых и помогал хоронить тела мучеников. Арестован 31 июля 1839 года вместе с другими сорока жителями основанного им селения. Все они были доставлены в Сеул. В тюрьме все жители деревни подверглись пыткам, чтобы они отказались от своей веры. Большинство из арестованных отреклись от христианства, за исключением Франциска Чхве, его жены и одного из его родственников. Скончался от пыток 12 сентября 1839 года. Его жена была обезглавлена 29 декабря 1839 года.

## Прославление
Был беатифицирован 5 июля 1925 года Римским Папой Пием XI и канонизирован 6 мая 1984 года Римским Папой Иоанном Павлом II вместе с группой 103 корейских мучеников.
День памяти в Католической Церкви — 20 сентября.